# Белореченский (Рязанская область)
Белореченский — посёлок в Шиловском районе Рязанской области в составе Занино-Починковского сельского поселения.

## Географическое положение
Посёлок Белореченский расположен  на левом берегу реки Ташенки близ её истоков в 50 км к северо-востоку от пгт Шилово. Расстояние от села до районного центра Шилово по автодороге — 60 км.
Посёлок со всех сторон окружен большим лесным массивом, в котором множество урочищ и оврагов. К северу от него расположены урочища Урица и Губаниха, овраги Солёный и Большой Латар; к востоку — урочища Красный Клин, Старая Лесопилка, Глуховка и Болото Царев Бор; к югу — урочище Малый Увяз и Большое Болото; к западу — речка Белая, урочища Лаптево и Заря (бывший населенный пункт). Ближайшие населённые пункты — село Увяз и посёлок Пролетарский.

## Население
По данным переписи населения 2010 г. в посёлке Белореченский постоянно проживают 16 чел. (в 1992 г. — 79 чел.).

## Происхождение названия
Посёлок расположен в междуречье рек Белая и Ташенка, причем ближе к реке Ташенка. Вероятнее всего, на выбор названия повлияло то обстоятельство, что в Касимовском районе, в месте, где Ташенка впадает в Оку, уже был населенный пункт Ташенка. И, чтобы не дублировать название, посёлок был назван Белореченским.

## История
Посёлок был организован в 1920-е гг. советской властью в местах лесозаготовок и первоначально носил название посёлок 43-го километра. Указом Президиума Верховного Совета РСФСР от 10 января 1966 г. поселок 43 километра переименован в поселок Белореченский.

## Транспорт
Основные грузо- и пассажироперевозки осуществляются автомобильным транспортом.